# Birgit Fenderl

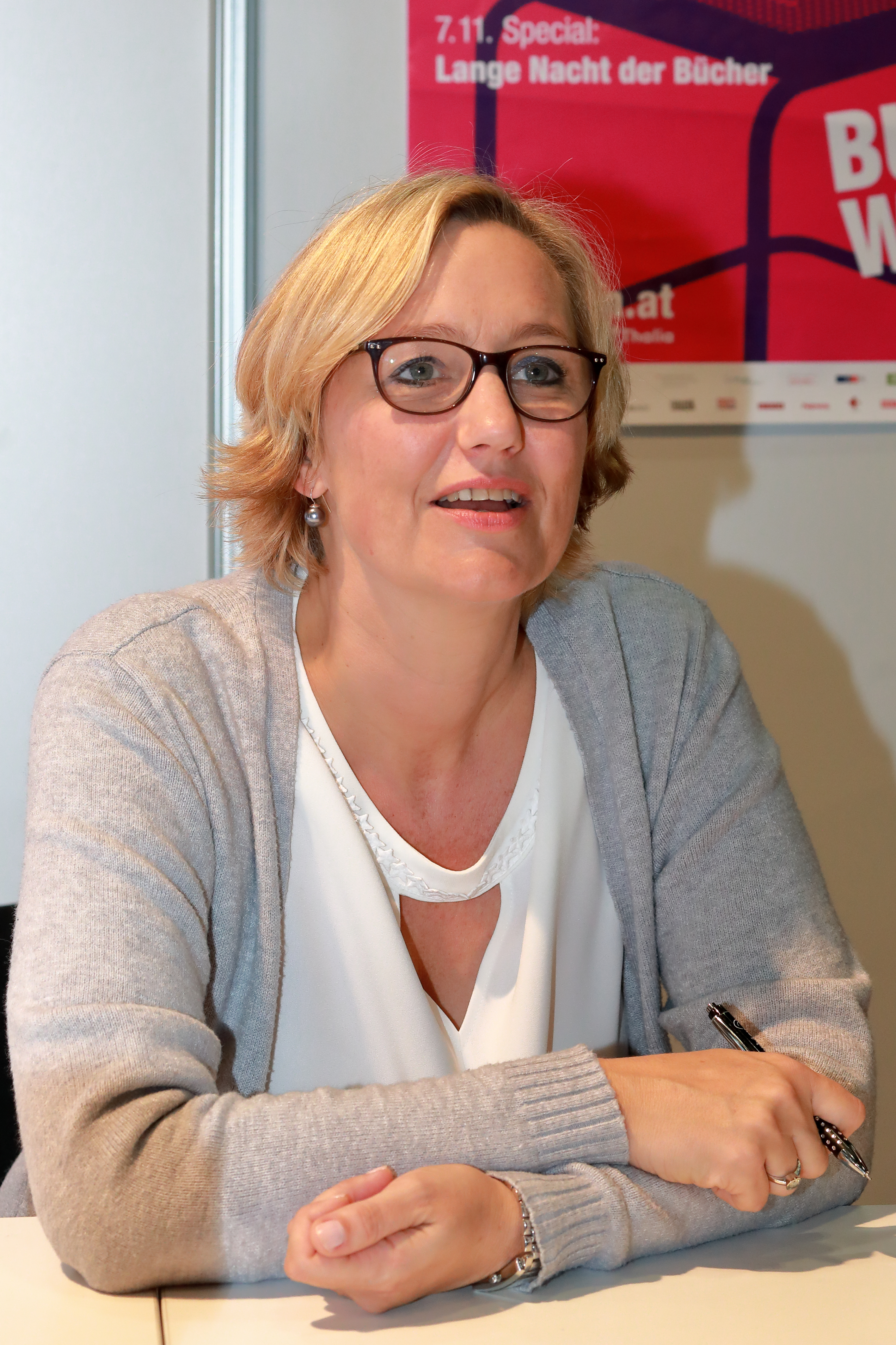
Birgit Fenderl (2018)

Birgit Fenderl (* 15. Jänner 1971 in Wien) ist eine österreichische Journalistin und Fernsehmoderatorin deutscher Staatsangehörigkeit.

## Werdegang

### Ausbildung
Birgit Fenderl ist in St. Johann im Pongau, München und Anif aufgewachsen. Nach der Matura in Salzburg studierte sie zunächst für ein Jahr in Siena Italienisch und an der Sorbonne in Paris Französisch, bevor sie an der Universität Wien das Studium der Politikwissenschaft mit Nebenfach Spanisch aufnahm. 1995 Sponsion zur Mag.a phil. mit einer Diplomarbeit über die Parlamentsreform in Italien von 1992 bis 1994.

### Karriere
Nach einem Praktikum bei der Tageszeitung Der Standard kam Birgit Fenderl bereits während ihres Studiums 1993 zum ORF-Fernsehen. Nach einem Praktikum in der Auslandsredaktion arbeitete sie für eineinhalb Jahre in der Redaktion der MiniZiB, einer kindgerechten Ausgabe der Zeit im Bild-Sendungen.
Nach einem kurzen Intermezzo in der Redaktion der Zeit im Bild 1 wurde sie 1995 Innenpolitik-Redakteurin der ZiB 2. Ab Jänner 1998 war Birgit Fenderl die erste Moderatorin der damals neu eingeführten ZiB 3 um Mitternacht, die sie bis 2004 präsentierte. Daneben gestaltete sie Auslandsbeiträge für die anderen ZiB-Sendungen.
Im Juli 2004 wechselte sie zu den Tagesausgaben der Zeit im Bild und moderierte diese seither regelmäßig um 9:00 und 13:00 Uhr. Von 2004 bis zum April 2008 (unterbrochen durch ihren Mutterschaftsurlaub) präsentierte Fenderl außerdem das wöchentliche Politik-Magazin Report.
Im Frühjahr 2002 erschien Birgit Fenderls Buch 30erinnen, in dem sie erfolgreiche Frauen um die 30 porträtiert.
Seit dem Wintersemester 2002/2003 lehrt Birgit Fenderl am Studiengang Journalismus der Fachhochschule Wien Interview-Technik, Kommunikation, Präsentation und Argumentation, und sie moderiert Veranstaltungen und Podiumsdiskussionen zu Themen aus Wirtschaft, Politik und Kultur.
Seit Jänner 2019 präsentierte sie auf ORF 2 gemeinsam mit Martin Ferdiny das Vorabendmagazin „Studio 2“. Im August 2024 wurde bekannt, dass Fenderl mit Ende des Jahres auf eigenen Wunsch aus dem ORF ausscheidet, um sich selbstständig zu machen. Am 20. Dezember 2024 moderierte sie ihre letzte ORF-Sendung.

### Privates
Birgit Fenderl war von 2001 bis 2004 mit dem ORF-Journalisten Armin Wolf verheiratet. Mit einem deutschen Diplomaten hat sie eine im April 2005 geborene Tochter.

## Publikationen
- 2002: 30erinnen – Portraits von Frauen, die schon weit gekommen sind. Ueberreuter, 2002, ISBN 3-8000-3839-0
- 2018: Die Mutter, die ich sein wollte. Die Tochter, die ich bin, gemeinsam mit Anneliese Rohrer, Braumüller Verlag, Wien 2018, ISBN 978-3-99100-255-0
- 2021: Kurswechsel bei 5.0 – Porträts einer Frauengeneration, die sich neu erfindet, gemeinsam mit Sabine Hauswirth, Czernin-Verlag, Wien 2021, ISBN 978-3-7076-0709-3
- 2023: Was uns zusammenhält: Bekannte Persönlichkeiten über ihre Freundschaften, mit Fotografien von Marnie Wilkinson, Carl Ueberreuter Verlag, Wien 2023, ISBN 978-3-8000-7845-5